# Isaiah "Ikey" Owens
Isaiah Owens, detto Ikey (Long Beach, 1º dicembre 1974 – Puebla de Zaragoza, 14 ottobre 2014), è stato un tastierista statunitense, noto per avere fatto parte del gruppo The Mars Volta.
Assieme a Omar Rodríguez-López e Cedric Bixler Zavala è l'unico membro del gruppo ad aver ricoperto ininterrottamente il suo ruolo all'interno del gruppo sin dalla sua fondazione, ad eccezione di una breve parentesi a fine 2002.
Ha inoltre collaborato coi due al progetto De Facto, e come tastierista nella band di Jack White.

## Morte
Il 14 ottobre 2014, mentre era in tour con Jack White, Owens è stato trovato morto per arresto cardiaco nella sua stanza d'albergo a Puebla de Zaragoza in Messico, all'età di 39 anni. Le autorità hanno riferito di farmaci e alcol presenti nella stanza. Per rispetto di Owens, i due rimanenti concerti in Messico del Lazaretto Tour, sono stati cancellati. La band aveva suonato a Città del Messico tre giorni prima, e sarebbe dovuta esibirsi a Guadalajara il giorno del decesso.